# Euschmidtia
Euschmidtia es un género de insectos de la familia Euschmidtiidae, del orden Orthoptera.

## Distribución
Euschmidtia se distribuye por África tropical.

## Especies
- Euschmidtia appendiculata (J.A.G. Rehn & J.W.H. Rehn, 1945)
- Euschmidtia appendiculata Descamps, 1964
- Euschmidtia bidens Descamps, 1964
- Euschmidtia burtti Descamps, 1964
- Euschmidtia congana J.A.G. Rehn, 1914
- Euschmidtia cruciformis (I. Bolívar, 1895)
- Euschmidtia dirshi Descamps, 1964
- Euschmidtia fitzgeraldi Descamps, 1964
- Euschmidtia nyassae Descamps, 1964
- Euschmidtia phippsi Descamps, 1964
- Euschmidtia sansibarica Karsch, 1889
- Euschmidtia shinyangana Descamps, 1964
- Euschmidtia somereni Descamps, 1964
- Euschmidtia tangana Descamps, 1964
- Euschmidtia uvarovi Descamps, 1964

## Taxonomía
Fue descrita científicamente por primera vez por Karsch en 1889.

### Tratamiento taxonómico
Este género aparece registrado y publicado en «Orthopterologische Mitteilungen 2. Über die Mastaciden. Entomologische Nachrichten, 15, 24–36».